# Krystyn z Kozichgłów

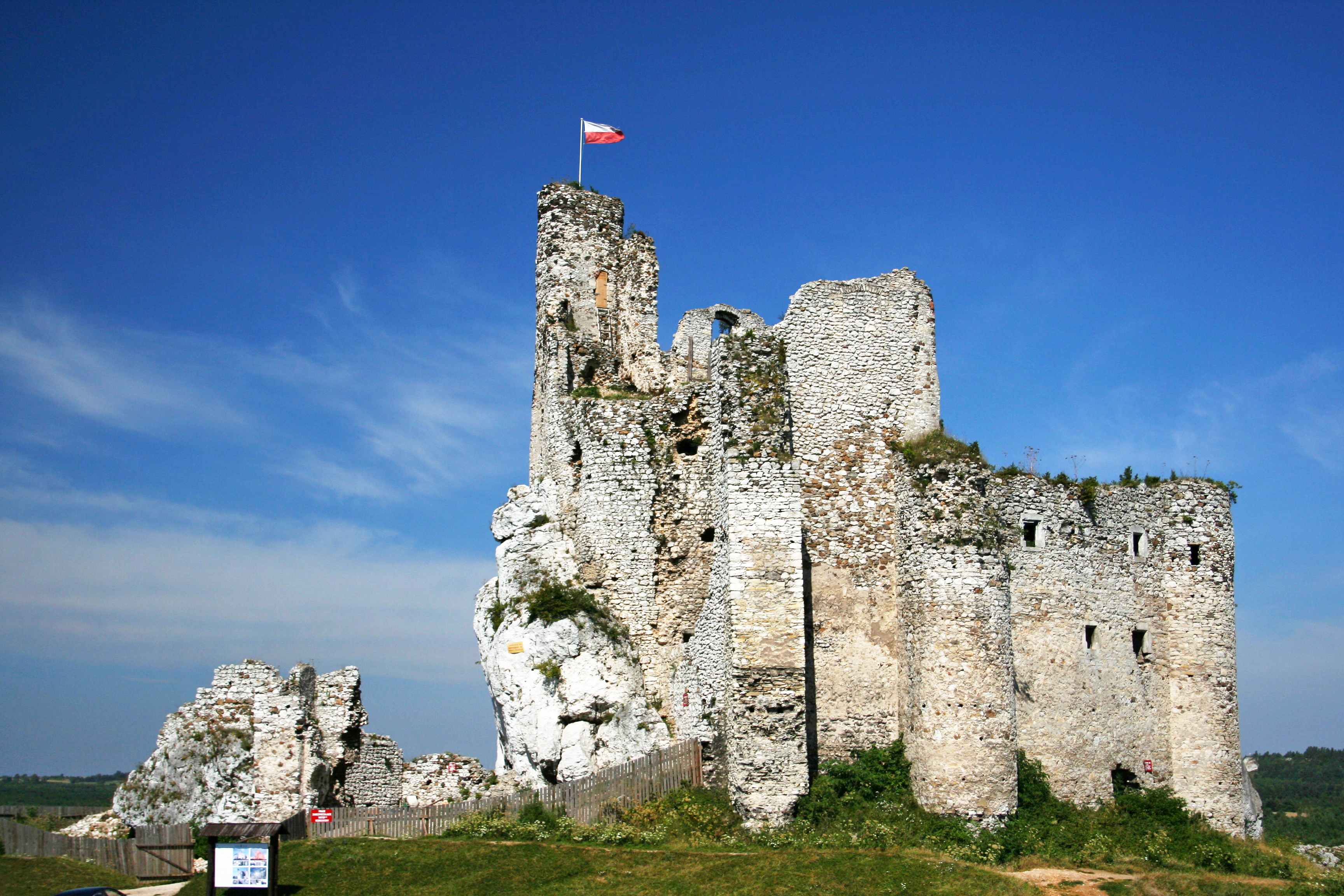
Zamek w Mirowie

Krystyn z Koziegłów (Krystyn "starszy" z Koziegłów lub Krystyn (I) z Koziegłów) herbu Lis (zm. 1417) – starosta kolski 1383, kasztelan sądecki w latach 1386–1417, sędzia generalny sądecki 1397–1417.
Początkowo związany z nieformalnym stronnictwem "Panów krakowskich", następnie przeszedł do stronnictwa dworskiego Władysława Jagiełły i często towarzyszył królowi w podróżach. 

## Życiorys
Był synem podkomorzego krakowskiego Mściwoja z Kwiliny. Jego debiut polityczny przypadł na okres bezkrólewia po śmierci króla Ludwika Węgierskiego, kiedy to w roku 1383 w czasie wojny domowej w Wielkopolsce wraz ze Ściborem ze Ściborzyc oraz Janem Hoswaldi z Płomykowa najechali dobra należące do arcybiskupa Bodzanty, tj. Turek i Grzegorzew. W roku 1384 Krystyn starszy brał czynny udział w zjeździe w Radomsku. W 1387 roku uczestniczył w podróży na Litwę.
15 lipca 1410 r. Krystyn dowodził czterdziestą drugą chorągwią w bitwie pod Grunwaldem. Chorągiew ta wystawiona była jego własnym kosztem z jego herbem Lis na sztandarze. Krystyn był sygnatariuszem aktu unii wileńsko-radomskiej w 1401 roku, a w roku 1413 unii horodelskiej, gdzie przyjął do swojego herbu Lis kasztelana trockiego Sunigałłę. 
Do jego majątków należała tenuta kolska oraz klucze dóbr skupionych wokół zamku Koziegłowy, zamku Mirów oraz wsi Giebułtów koło Miechowa . 
Żoną Krystyna z Koziegłów była Katarzyna Borkówna (1388-1416) wywodząca się z jednej z najbogatszych rodzin wśród krakowskiego mieszczaństwa, córka członka królewskiej rady i stolnika sandomierskiego Jana Borka. 
Synem Krystyna starszego z Koziegłów był Krystyn II z Koziegłów (określany też jako Krystyn młodszy z Koziegłów).